# Hiéroglyphe égyptien O51
Pour les articles homonymes, voir Grenier (homonymie).

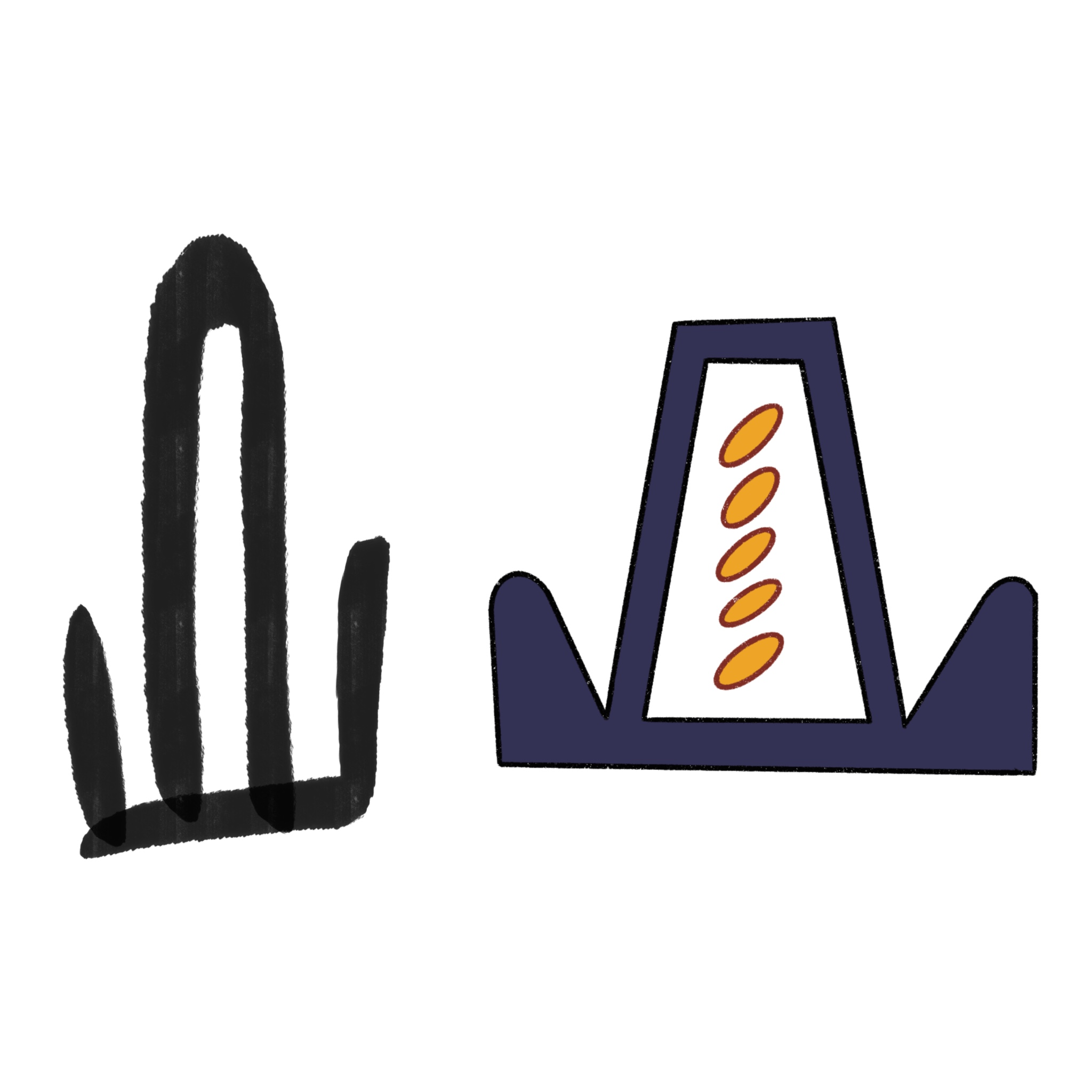
Version hiératique et hiéroglyphique

Le grenier, en hiéroglyphes égyptiens, est classifié dans la section O « Bâtiments, parties de bâtiments etc. » de la liste de Gardiner ; il y est noté O51.

## Représentation
Il représente tas de grains entassés sur un socle à bordure en pisé. Quand l'institution du double Grenier (šnwty) est évoquée dans certaines graphies semi-cursives, deux signes peuvent être rassemblé en un en deux tas de grains sur un seul socle. Il est translittéré šnwt.

## Utilisation
| V7 | nw · t | O51 | / | O51 | t · pr | / | O51 |

| V7 | nw · t | O51 | / | O51 | t · pr | / | O51 |